# アッザッディーン・ララーキー
アッザッディーン・ララーキー（アラビア語: عز الدين العراقي ʿizz al-dīn al-ʿarāqī, Azzeddine Laraki、1929年5月1日 - 2010年2月1日）は、モロッコの政治家、元モロッコ首相 (1986–1992)。フェズ＝ダール＝タジ州フェズ出身。
1979年に国家大臣と科学研究大臣に就任し、それぞれ1981年と1992年まで務めている。1986年には首相の座につき、1992年までの任期を全うした。1997年から2000年はイスラム諸国会議機構で事務局長として取り仕切っている。